# Milarepa (film)
Milarepa is een Buthaanse tweeluik waarvan deel 1 in 2006, geregisseerd door Neten Chokling, uitkwam. De hoofdrollen werden vertolkt door Gimyan Lodro, Kelsang Chukie Tethong en Jamyang Lodro.
De film behandelt de jonge jaren van de legendarische Boeddhistische yogi Milarepa. De verfilming van het tweede deel van Milarepa's leven verwacht regisseur Neten Chokling in 2009.

## Verhaal
Milarepa belandt na de dood van zijn vader in een wereld van verdriet en bedrog door familieleden. Zijn moeder stuurt hem eropuit zich te scholen in tovenarij, zodat hij wraak op ze kan nemen. Onderweg ontmoet hij Karma, de zoon van tovenaar Yungton Trogyel die een mist achter hen laat optrekken waardoor ze zich losschudden van de ooms die hen op de hielen zitten.
Milarepa gaat hij Karma's vader in de leer, waar hij trucjes leert als het laten zweven van een steen. Aan het eind van zijn lessen keert Milarepa niet huiswaarts en nadat Trogyel zijn verhaal over zijn familie laat natrekken door Marpa, besluit hij dat zijn familieleden de gevolgen van hun wandaden moeten dragen en laat Marpa hem naar de grote magiër Yongten Gyatseo brengen. Daar wordt hij geïnitieerd in grote en machtige tovenarij die hij nodig heeft om zijn vijanden te straffen.
Huiswaarts trekt hij grote wolken samen boven de huizen van zijn dorp en laat er tientallen bliksems op los. Huizen zijn verwoest en er vallen gewonden en doden. In het dorp ziet hij de verslagen familieleden en een genoegzaam tetterende moeder. Zijn vriendinnetje is boos en verdrietig en moet niets meer van hem weten. Zijn ooms achtervolgen hem tot op de berg en hij laat een grote rots naar beneden komen om hen af te schudden. Een monnik biedt hem een schuilplek en vertelt hem over Boeddha. Hij vraagt zich af of de vijanden dan nooit zullen ophouden.
Terug bij Yungton Trogyel trekt hij de conclusie dat wraak niets oplost. Trogyel vertelt hem dat zijn grote weldoener de dag ervoor is gestorven. Hij heeft de macht heeft duizenden mensen te doden, maar was niet in staat één mens van de dood te redden. Milarepa wil weten wat hij moet doen, zodat het karma van zijn moeder niet zijn lot wordt. Trogyel verwijs hem naar de grote verteller Marpa.

## Rolverdeling
| Acteur                 | Personage         | Opmerkingen                  |
| ---------------------- | ----------------- | ---------------------------- |
| Jamyang Lodro          | Thopaga           | Thopaga is de jonge Milarepa |
| Gimyan Lodro           | Milarepa          |                              |
| Jamyang Nyima          | monnik op paardje | als Jamyang Nyima Tashi      |
| Kelsang Chukie Tethong | Kargyen           |                              |
| Orgyen Tobgyal         | Yongten Trogyal   |                              |
| Lhakpa Tsamchoe        | Tante Peydon      |                              |

## Achtergrond
De film is gedraaid in de Spiti-vallei, hoog in de Himalaya.
Regisseur Neten Choklin, een Lama uit West-Bhutan, werkte voorheen samen met Khyentse Norbu aan films als De Cup en Travellers and Magicians.